# Шталаг 352
Шталаг 352 (нем. Stalag 352) — лагерь для военнопленных, созданный нацистской Германией во время Великой Отечественной войны в Белоруссии.

## История
Существовал с июля 1941 года до июня 1944 года. Будучи самым большим лагерем военнопленных, он так же имел 80 филиалов на оккупированной территории. Структурно шталаг состоял из двух частей: «Лесного лагеря» у деревни Масюковщина и «Городского лагеря» в Минске, размещавшегося в бывших Пушкинских казармах по Логойскому тракту. В июле 1941 года на месте Городского лагеря располагался Дулаг 126, но в конце августа его рассортировали: большая часть заключённых была направлена в Лесной лагерь, а оставшиеся были включены в рабочие команды городской части Шталага 352. Осенью 1941 года военнопленные построили тут сараи, ставшие жилыми бараками для продолжавших поступать новых военнопленных.
До начала войны в Масюковщине дислоцировался 355-й стрелковый полк 100-й ордена Ленина стрелковой дивизии. Именно она успешно обороняла Минск в районе Острошицкого городка и первой получила наименование гвардейской в 1941 году. 
Основную часть шталага составлял Лесной лагерь, который был создан в конце августа 1941 года на месте бывшего военного городка около деревни Масюковщина (в настоящее время в городской черте Минска). Рядом с ним проходила железная дорога Минск—Молодечно. Под нужды лагеря была приспособлена 21 деревянная казарма, рассчитанная на размещение 9,5 тысяч человек, жилые и хозяйственные постройки, складские хранилища, конюшня, автомобильные мастерские и гаражи. Здания были построены до начала войны в 1930-х годах. Его территория была обнесена несколькими рядами колючей проволоки, укреплённой на бетонных столбах высотой до 3 метров. Во избежание побегов по периметру проволочных заграждений были возведены сторожевые вышки и установлены прожектора. Внешняя охрана лагеря включала 15 постов, внутренняя — 29. Охрану лагеря и конвоирование пленных на работы осуществляли 2 роты батальона ополчения 332 (Landesschützen-Bataillon 332) и подразделения батальонов ополчения 473, 613, 624, 653.

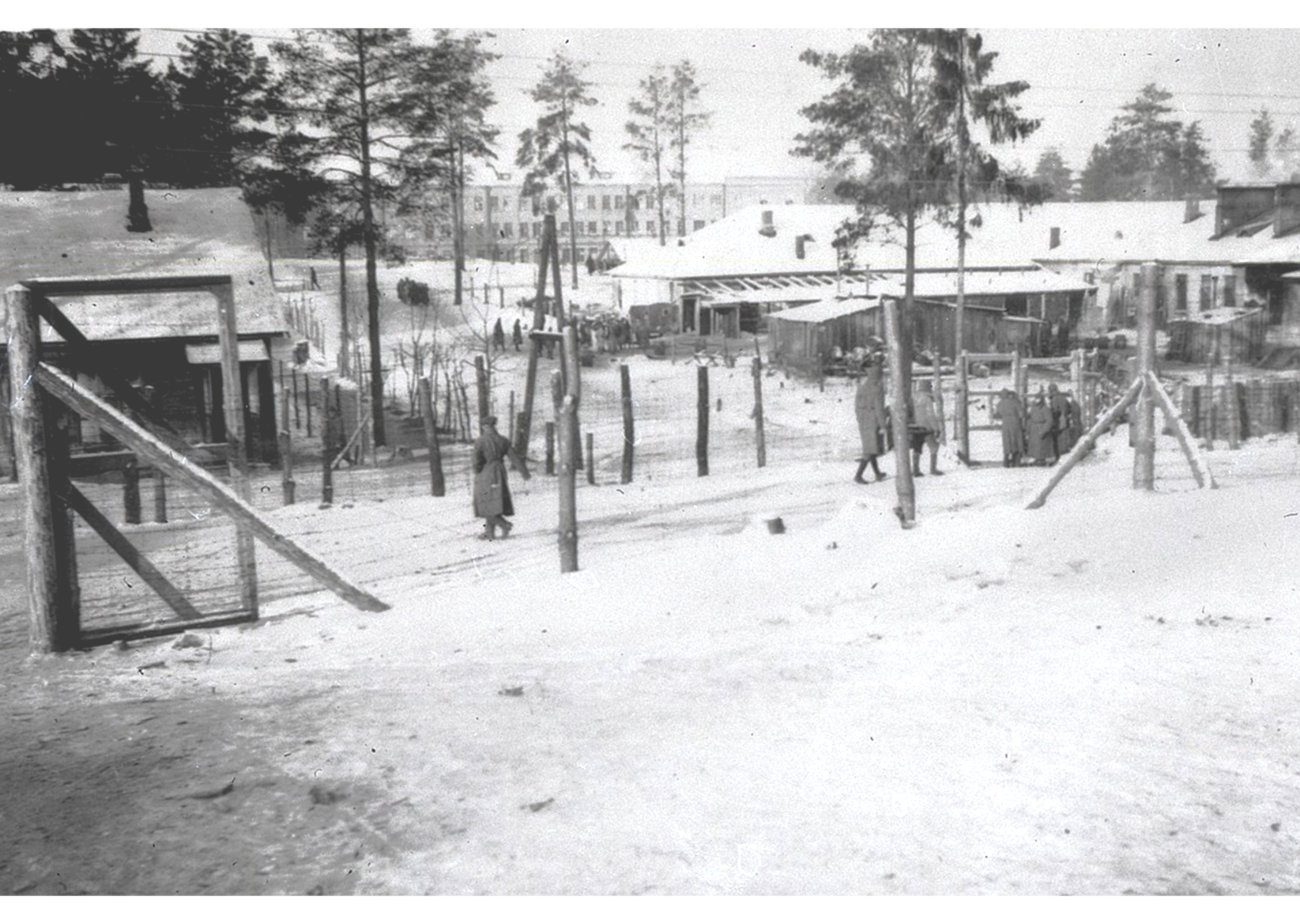
Общий вид на ядро лагеря

Бо́льшая часть военнопленных доставлялась в Лесной лагерь по железной дороге, но были и приходившие пешими колоннами. У новоприбывших отбиралась кожаная обувь и одежда. Позже взамен выдавалась обувь на деревянной подошве и одежда, снятая с убитых и умерших. Часть пленных была размещена по 400—500 человек в бараках, предназначенных для 60—75 заключённых. Зимой 1941—1942 годов около 80 % узников содержалось в Лесном лагере под открытым небом, по несколько дней не получая еды и воды.
Весь лагерь был разделён на несколько секций: офицерскую, украинскую, национальных меньшинств, русскую и еврейскую. Каждый барак в секциях был огорожен колючей проволокой. Проходы внутри лагеря именовались улицами, каждая из них имела своё название, причём и у администрации лагеря, и у военнопленных — разное. 
В ноябре—декабре 1941 года в лагере вспыхнула эпидемия тифа. Никакой медицинской помощи узникам со стороны немцев не оказывалось. В результате этого в декабре 1941 — марте 1942 года ежедневно умирало по 200—300 человек. В ноябре—декабре 1941 года в Лесном лагере погибло 25 тысяч военнопленных, в декабре 1941 — марте 1942 года — около 30 тысяч человек. В городской части лагеря в октябре 1941 — январе 1942 года скончалось 10 тысяч человек. Всего за зиму 1941/1942 годов в лагере умерли 55 тысяч человек.
Пытавшихся бежать вешали на плацу в центре лагеря на виселице с крюками за подбородок и те долго и мучительно умирали. Здесь же военнопленных сортировали: отбирали командиров, комиссаров, представителей национальных меньшинств, выявляли евреев. В лагере широко практиковались издевательства над военнопленными.
С весны 1942 года положение в лагере изменилось, так как военнопленные к этому моменту приобрели большое значение для обеспечения нужд военного хозяйства нацистской Германии. В Лесном лагере начал работу лазарет, санпропускник и баня. Для повышения трудоспособности пленных суточный паёк хлеба был увеличен до 270 граммов.

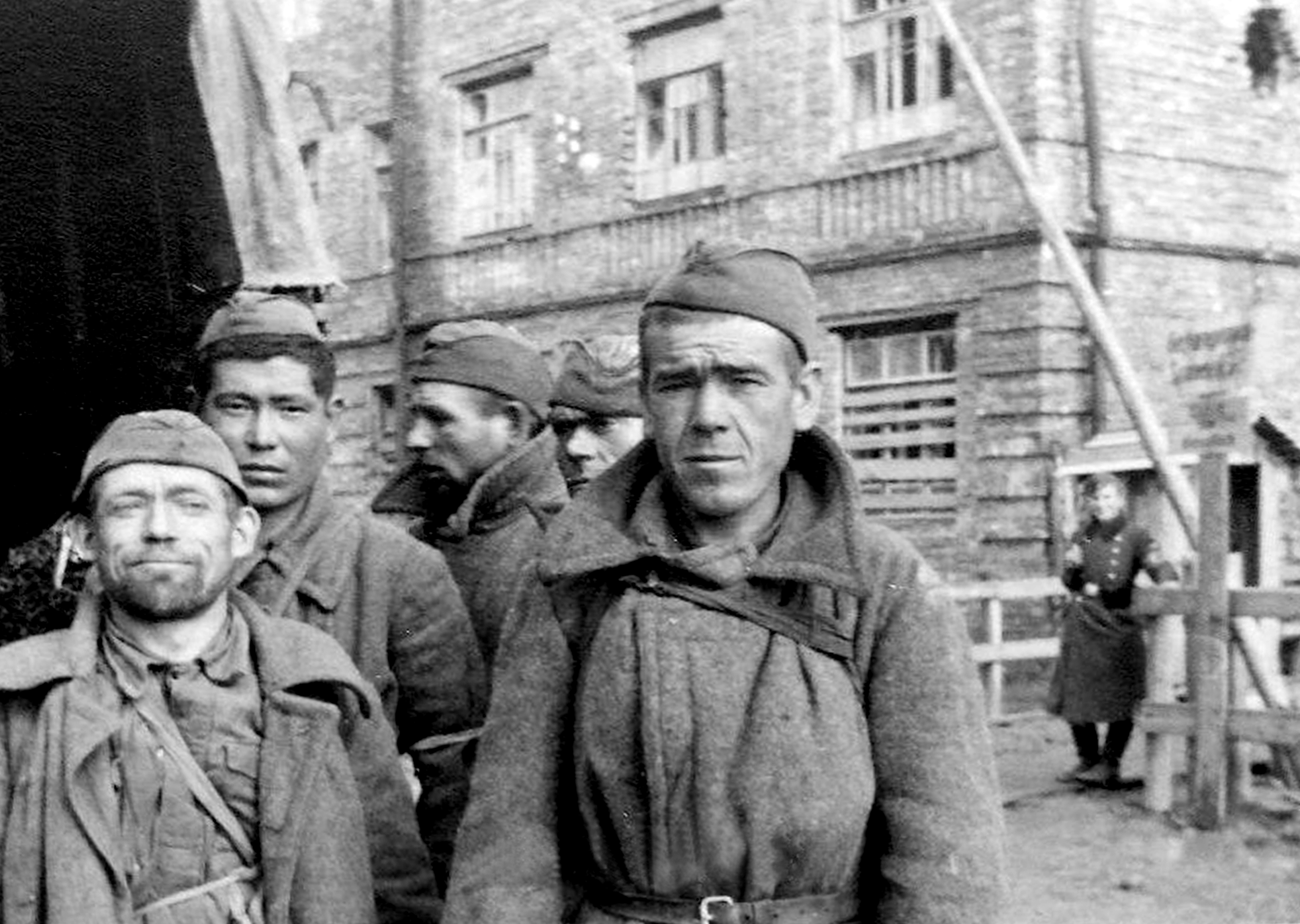
Военнопленные на фоне здания лазарета

Лазарет располагался в трехэтажной казарме и включал медико-санитарную службу лагеря: 51 врач, 54 фельдшера, 34 медсестры и 92 санитара. Все они были военнопленными. Наиболее распространенными заболеваниями в лагере были дистрофия, туберкулез, обморожение, воспаление легких, психические расстройства. Благодаря документам, которые вел медицинский персонал лазарета, установлены данные 9 425 погибших человек.
Шталаг 352 рассматривался как перевалочная база на пути следования военнопленных в лагеря Остланда, Генерал-губернаторства и Германии. В него свозились пленные со многих участков советско-германского фронта: из-под Вязьмы, Калинина, Москвы, Сталинграда и т. д. В 1941—1942 годах в лагере находилось до 130—140 тысяч пленных, но к лету 1942 года их осталось 8–10 тысяч, к лету 1943 — 5—6 тысяч человек, к январю 1944 — около 2 тысяч человек.
Осенью 1943 года в лагере появились военнопленные итальянцы, которые оказались в плену после выхода Италии из союза с Германией. В Шталаг 352 они поступили в два этапа: сначала 3,5 тысячи человек, затем ещё 1,5 тысячи. К моменту освобождения лагеря советскими войсками в лазарете в крайне тяжёлом состоянии находилось всего 98 итальянцев.

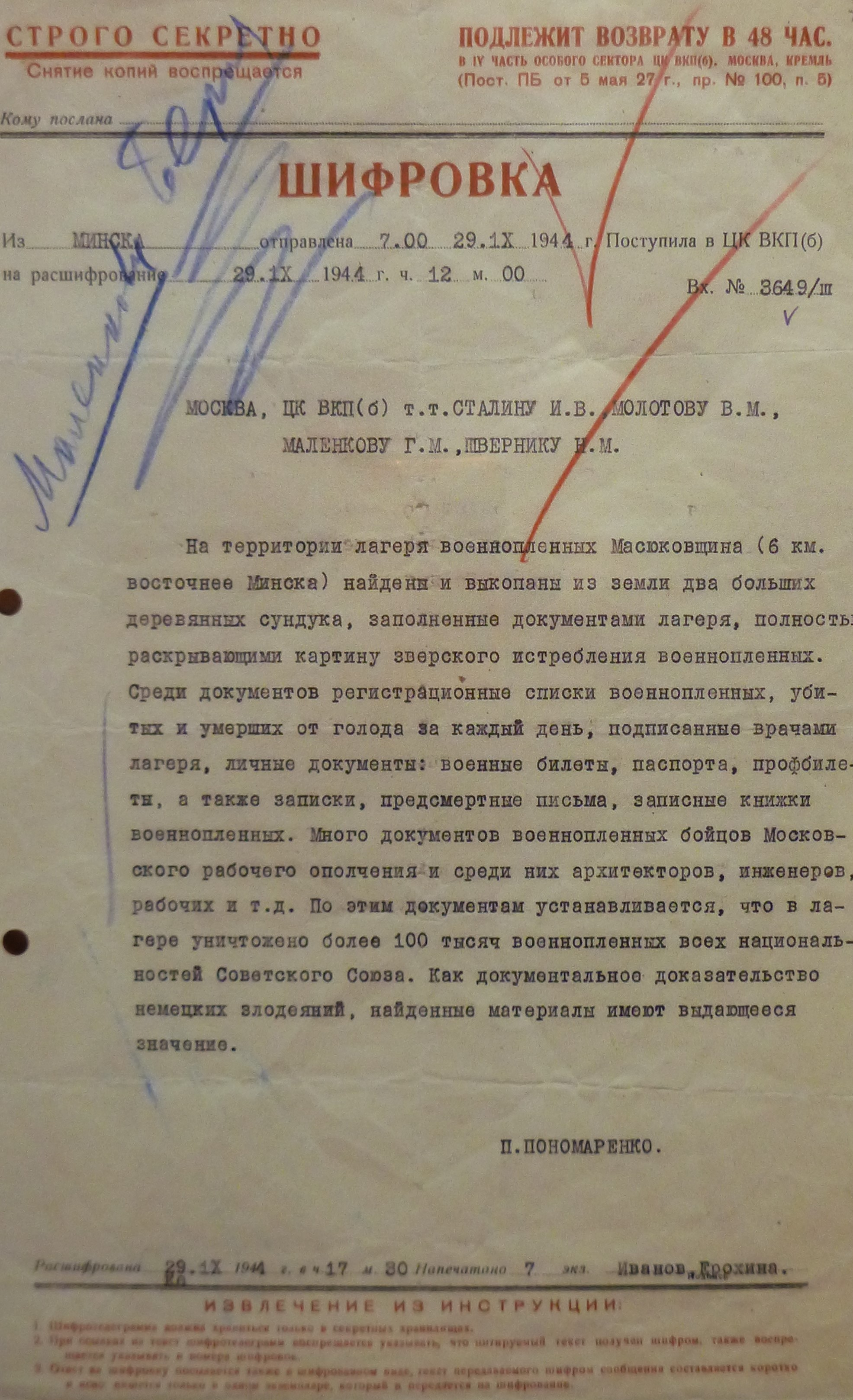
Шифровка П. К. Пономаренко об обнаружении двух сундуков с документами Шталага 352, 29 сентября 1944 года

Городской лагерь был ликвидирован весной 1943 года. В июне 1944 года в Минск прибыла спецкоманда для ликвидации лагеря. По распоряжению коменданта города его эвакуация началась 3 июня с вывоза лагерного имущества, который продолжался до 26 июня. С 26 июня начали вывозить и узников.
Всего в Шталаге 352 погибло около 80 тысяч советских военнопленных. Они были захоронены в ямах у деревни Глинище.
После освобождения Минска в Лесном лагере около Масюковщины советскими властями содержались немецкие военнопленные и их союзники. В период существования лагеря НКВД №168 с 1944 по 1949 года погибло и было захоронено около 2 тысяч военнопленных, среди которых граждане Германии, Австрии, Румынии, Чехии, Франции, Польши и Венгрии. 
Приведение в порядок захоронений в Масюковщине началось ещё во второй половине 1944 года. В 1949 году здесь был установлен временный памятник по типовому проекту Володько.  
В 1964 году к 20-летию освобождения БССР от немецко-фашистских захватчиков был сооружен мемориал на улице Тимирязева. Установленные имена 9425 погибших узников концлагеря были внесены в мемориальную «Книгу Памяти».

## Питание

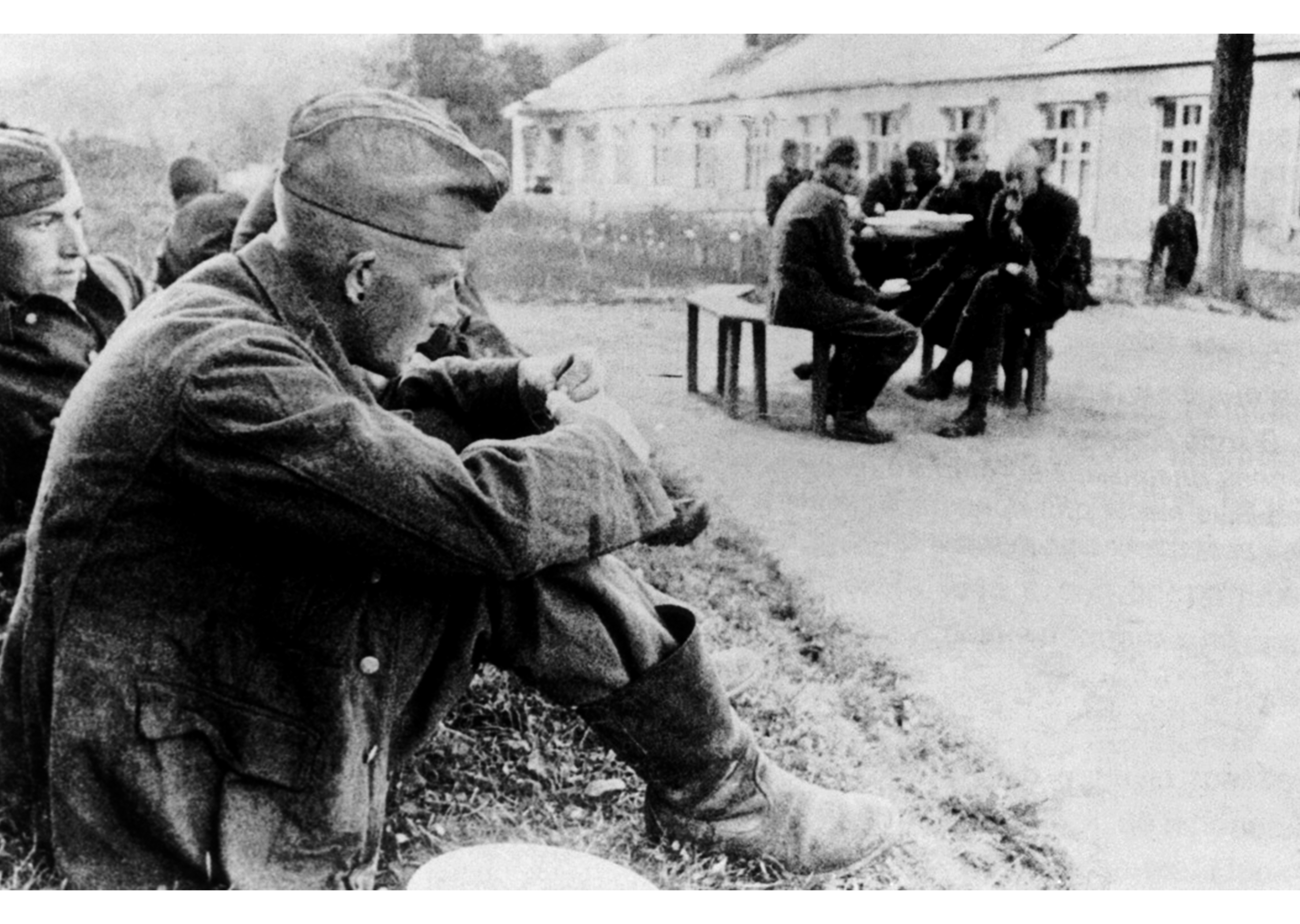
Военнопленные на фоне здания столовой

Приказом коменданта лагеря Осфельда от 16 сентября 1941 года для заключённых устанавливался паёк эрзац-хлеба в размере 160 граммов в день. Осенью и зимой 1941—1942 годов их суточный рацион состоял из 80-100 граммов хлеба и двух кружек баланды, сваренной из гнилой промёрзлой картошки с примесью соломы. Иногда в неё добавляли протухшее конское мясо. Вследствие такого питания смертность в лагере от голода и холода достигала огромных размеров — каждое утро выносили по 100—150 трупов, которые сваливали в общую кучу. 
Лишение пищи практиковалось лагерными властями и как наказание. Так, однажды, все заключённые в качестве наказания за поломку нар были вынуждены провести на плацу без еды несколько часов. Поскольку дело происходило в ноябре, после этого на нём осталось более 200 замёрзших трупов.
Согласно выводам Чрезвычайной государственной комиссии по выявлению и расследованию зверств немецко-фашистских захватчиков, работавшей в лагере после освобождения Минска, причиной более чем 80 % смертных случаев среди пленных было истощение.

## Использование труда заключённых

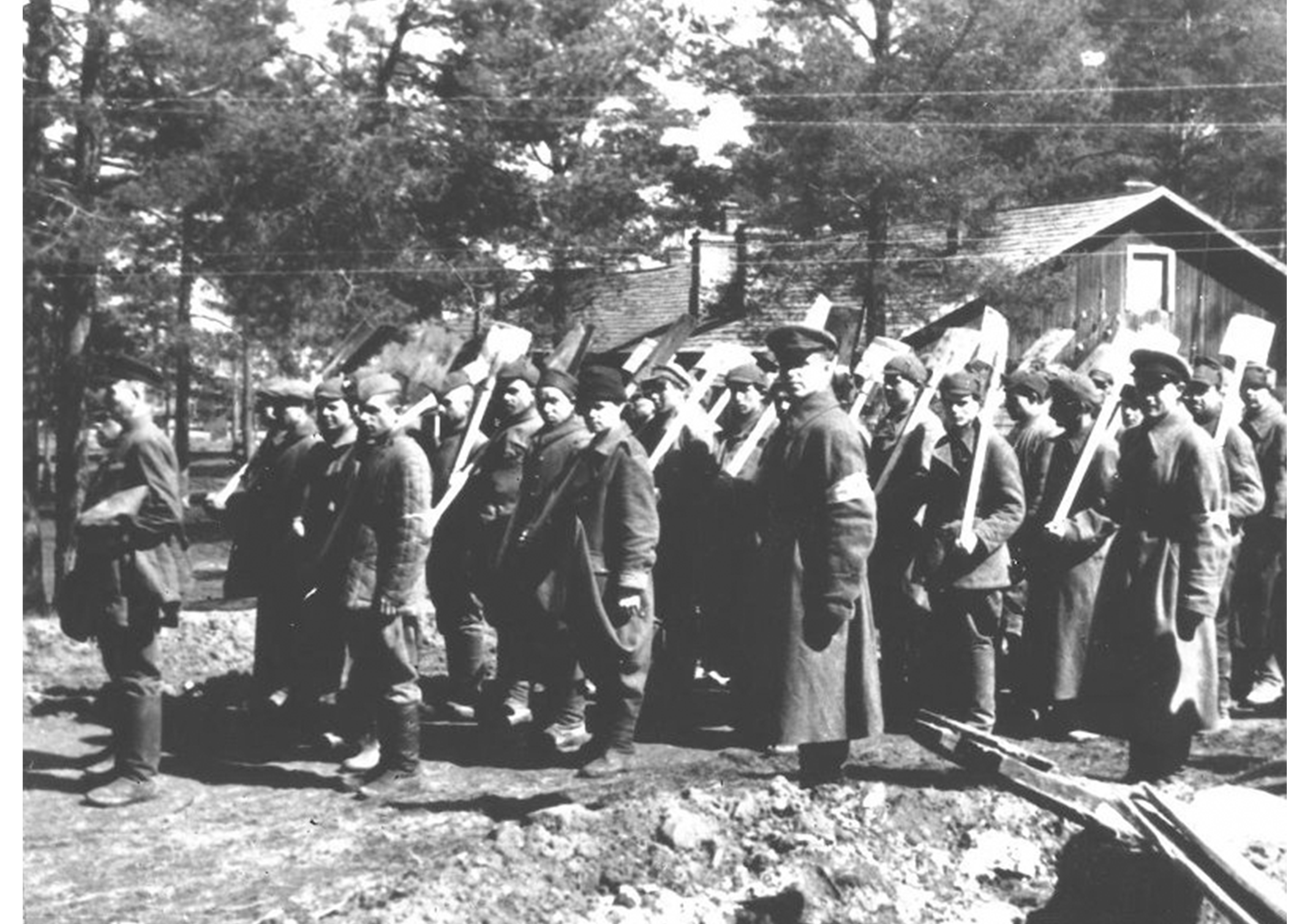
Построение рабочих бригад, состоящих из военнопленных

Из работоспособных заключённых с момента создания лагеря формировались рабочие команды, осуществлявшие работы как внутри лагеря, так и за его пределами. В каждой  рабочей команде назначался «старшина». В лагере производились различные ремонтные и строительные работы, заготовка дров, уборка территории и пр. Военнопленные работали также в гараже и на лесопилке. С 1942 года в шталаге начали организовывать разного рода мастерские (столярные, слесарные, сапожные, швейные).
По заявкам предприятий формировались команды для работы за пределами лагеря. Крупнейшим заказчиком лагерной рабочей силы была Организация Тодта, использовавшая принудительный труд на предприятиях, строительных объектах, разборке руин в городе и т. д. В соответствии с заявками Главной железнодорожной дирекции, в Минске многие заключённые направлялись работать на железную дорогу. Рабочие команды из Шталага 352 использовались на более чем 90 железнодорожных станциях Белоруссии. Такие команды имели статус отделений шталага. Включённые в них пленные привлекались к разгрузке и погрузке вагонов, ремонту железнодорожного полотна, добыче гравия и т. д. Кроме того, труд заключённых использовался на торфодобывающих предприятиях, различных заводах, электростанциях, оружейных мастерских и складах.

## Попытки побега
Несмотря на все ужасы плена, в лагере находились люди, которые вели подпольную агитационную работу, издавали газету "Пленная правда", в лагерном гараже сумели собрать радиоприемник. Пленные совершали побеги: нападали на охрану, забирали форму и оружие и уходили к партизанам. Самым массовым был побег группы военнопленных из мастерской, где ремонтировали технику. Группа из 15 человек угнала два бронеавтомобиля и успешно добралась до партизанского отряда в районе Жданович.

## Организационная структура лагеря

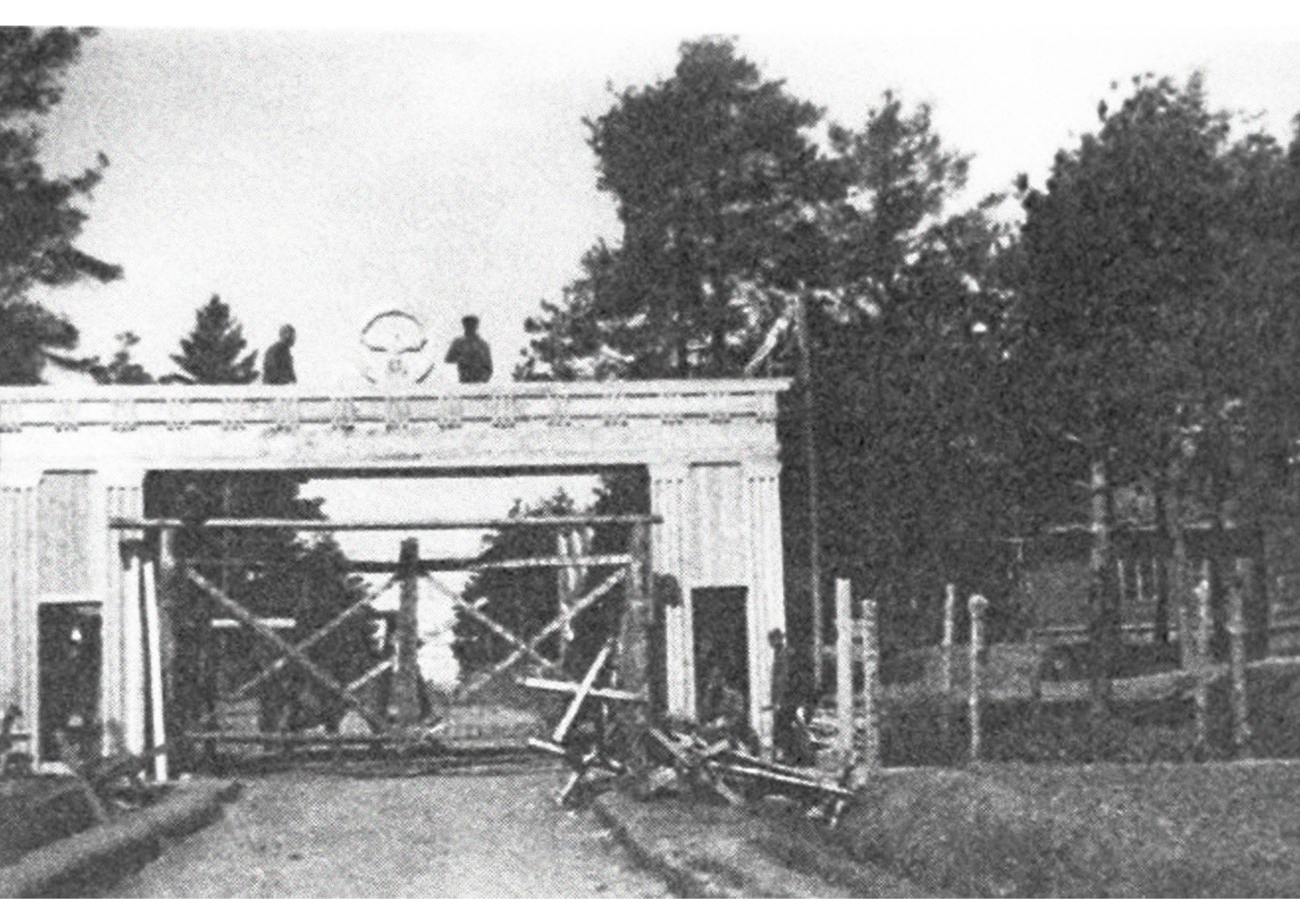
Административный вход в лагерь. Лето 1941 года

Управлением шталагом занималось руководство лагеря (комендант, его заместители и адъютант), а также пять отделов: 
- отдел «Абвер» (сбор информации о Красной Армии, промышленных и военных объектах, вербовка военнопленных, выявление коммунистов и политработников);
- организационный отдел (поддержание внутреннего порядка, регистрация, размещение, финансы, снабжение, захоронение трупов);
- пропагандистский отдел;
- производственный отдел (формирование рабочих команд, контроль трудового процесса);
- санитарный отдел.

В организационном отделе работало около 40 переводчиков, большей частью из поволжских немцев. 

## Коменданты лагеря
- Максимилиан Осфельд, майор (20 августа — декабрь 1941 года)[1].
- Ганс Линсбауэр, майор.
- Максимилиан Поснике, полковник.

## Известные люди, содержавшиеся в лагере
- Злобин, Степан Павлович — советский писатель, лауреат Сталинской премии.

## Увековечивание памяти

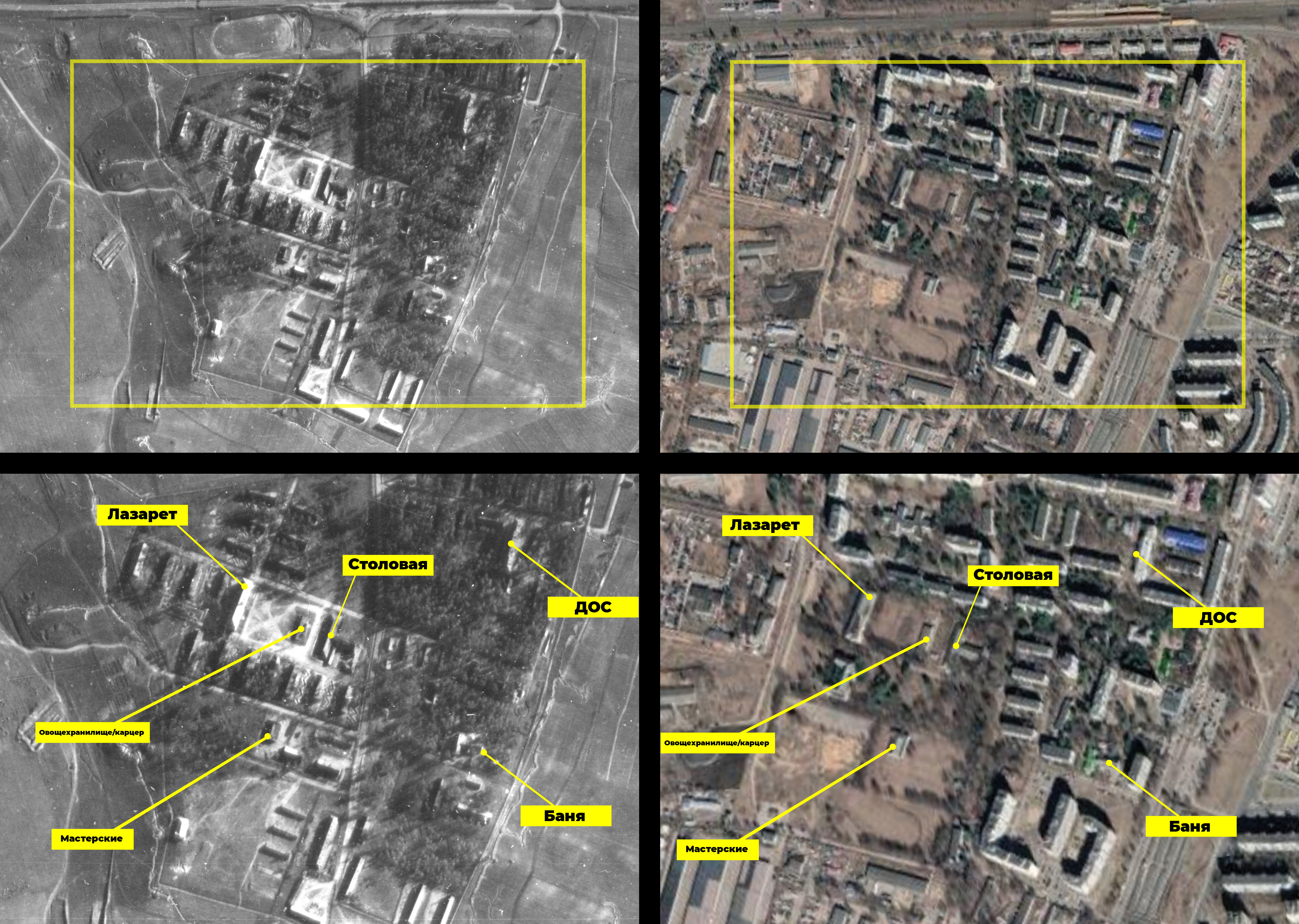
Аэросъемка 1944 год. Спутниковая фотосъемка

Лагерь является единственным сохранившимся лагерным комплексом на территории постсоветского пространства. Сохранились основные здания (дом офицерского состава,  баня, лазарет, столовая, мастерская, погребы овощехранилища), мощенные камнем дороги, территория с вековыми соснами. На 1 января 2020 года 12 119 человек были установлены и внесены в паспорт воинского захоронения №1154 на улице Тимирязева в Минске. Это было выполнено управлением по увековечению памяти защитников Отечества и жертв войн МО РБ. 
Осенью 2019 года была снесена бывшая казарма, на чердаке которой были обнаружены стропила с сотнями надписей сделанными пленными. На сегодняшний день здание лазарета заброшено и находится в почти аварийном состоянии, там часто происходят пожары. Здание столовой и хранилища остаются под угрозой сноса. Территория подвергается частому замусориванию. 
До сих пор периодически находят не учтенные захоронения, чаще всего при сносе или постройке новых зданий. Во время одной из последних находок в 2016 году были эксгумированы останки 147 человек, весной 2020 года - 60 человек, летом-осенью 2022 года - 852 красноармейца. Четырнадцать из них опознали по сохранившимся медальонам, а так же установили их родственников.

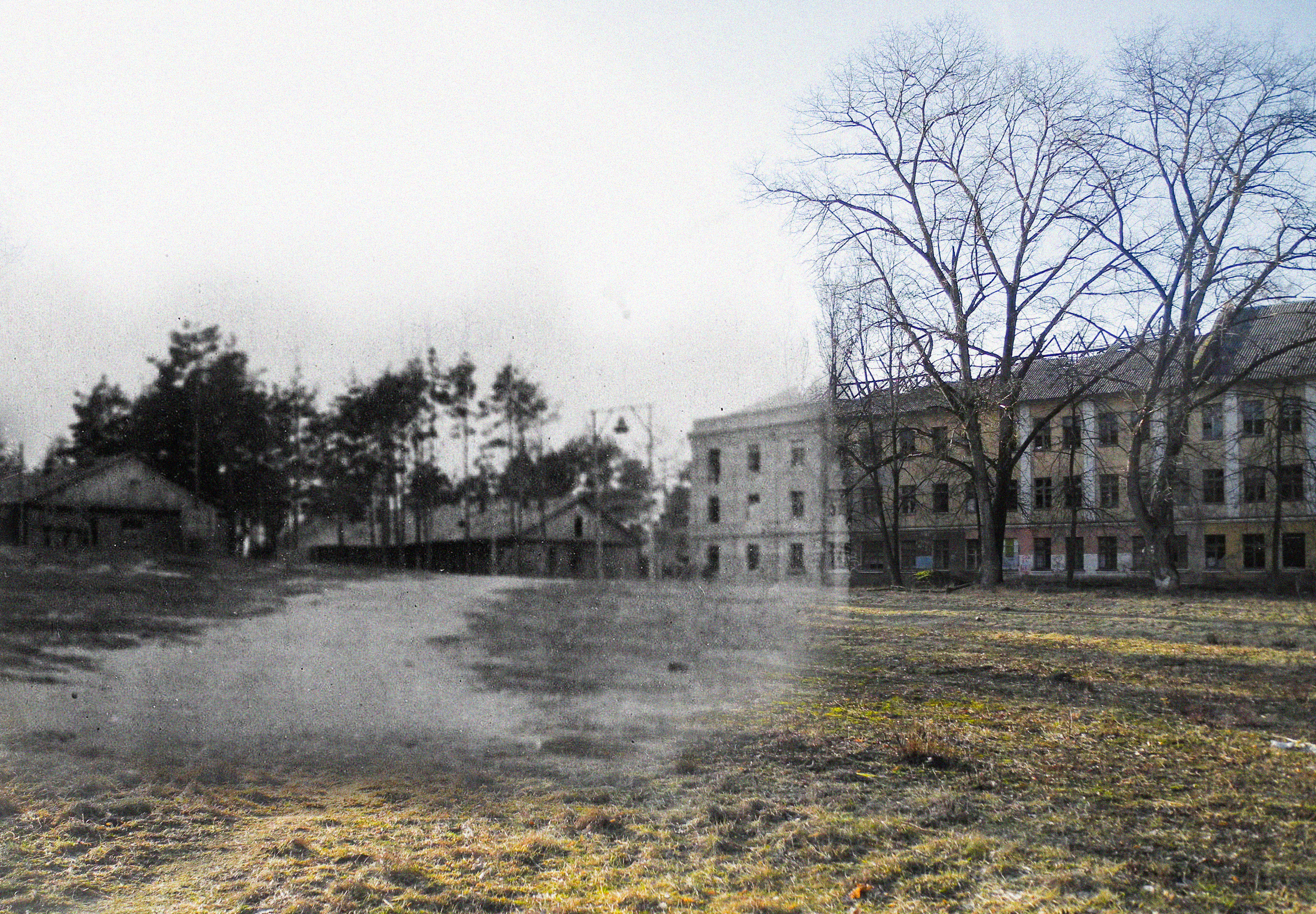
Главный плац и здание лазарета
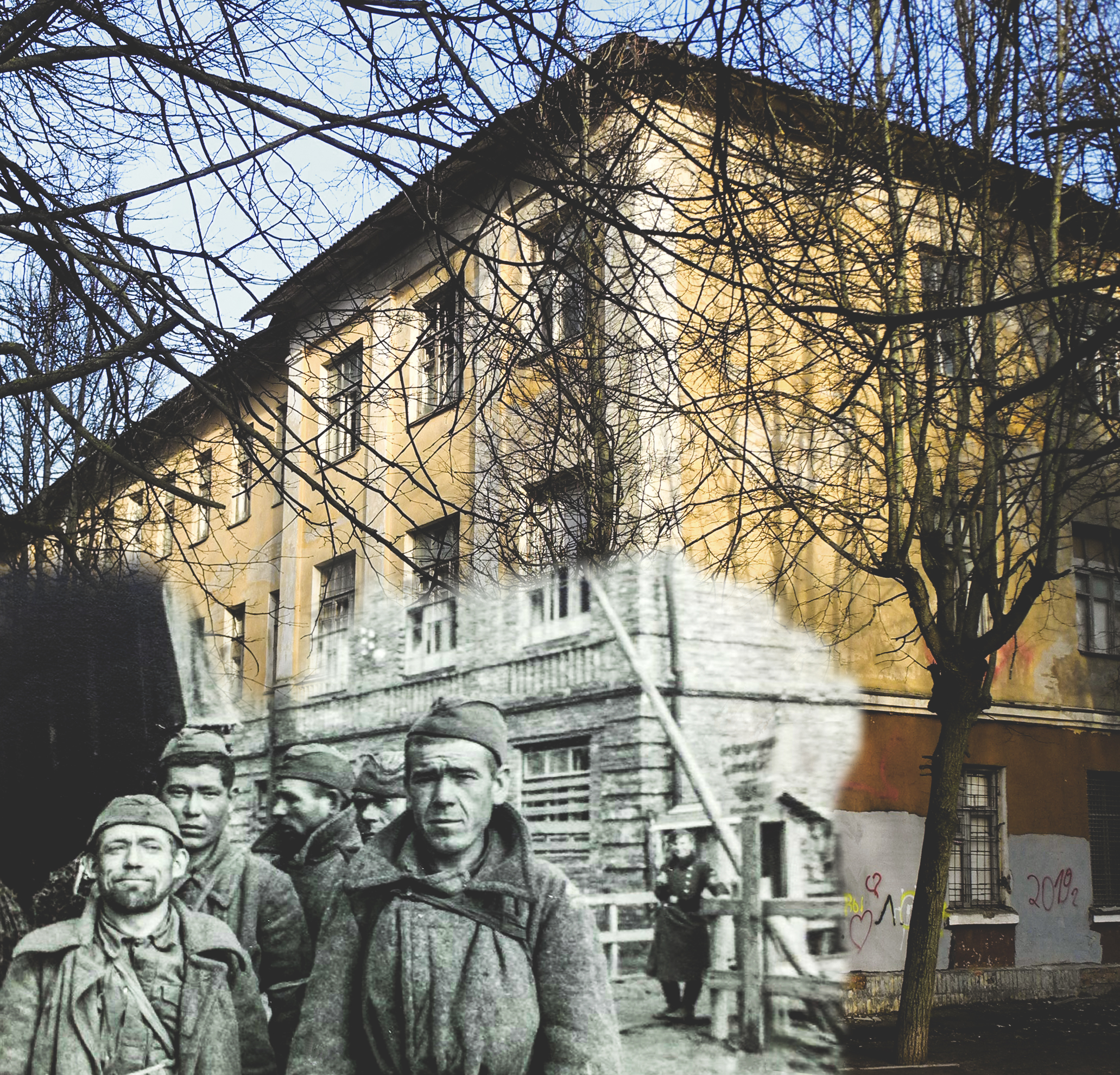
Здание лазарета
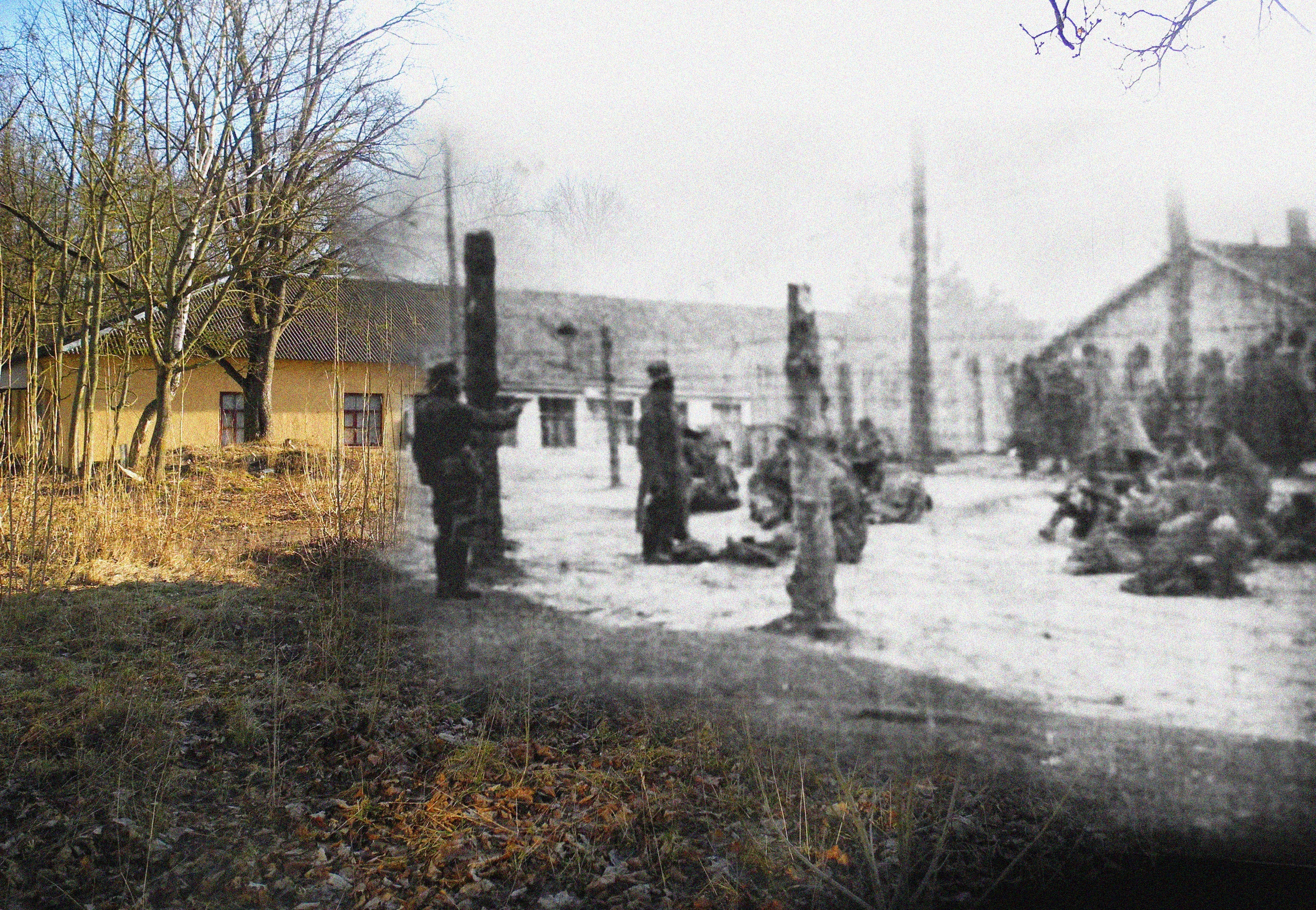
Здание столовой-пищеблока
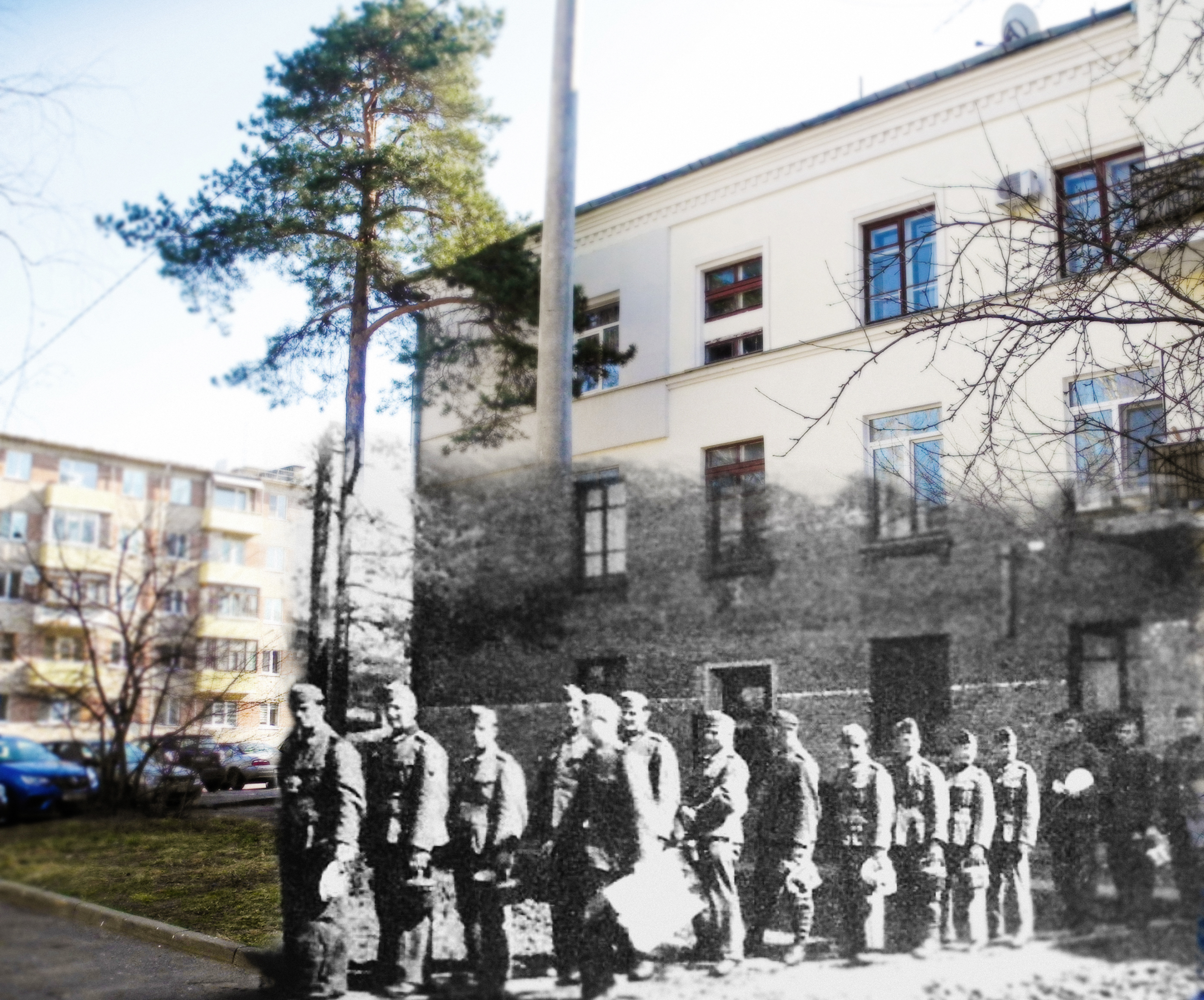
Дом офицерского состава
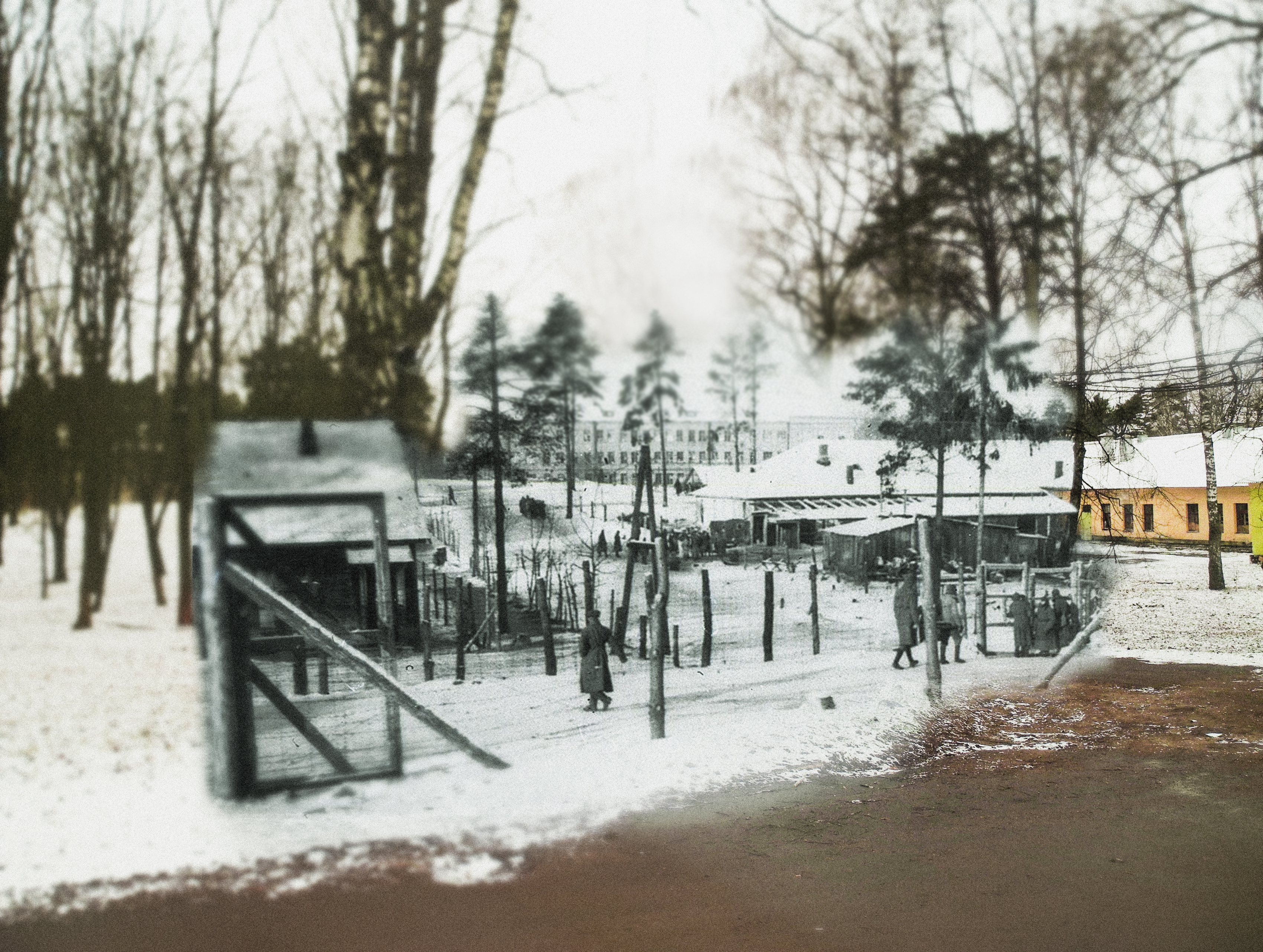
Здание столовой и лазарет